# 鲁玛江东错
34°02′03″N 81°37′58″E / 34.03417°N 81.63278°E
鲁玛江东错（藏語：ལུ་མ་བྱང་སྟོང་མཚོ，威利转写：lu ma byang stong mtsho，意為“泉北空地湖”）位于中国西藏自治区西部阿里地区日土县境内，地处日土县东部，面积250平方公里。湖泊形状类似汉字“凹”。